# Kein Lebenszeichen
Kein Lebenszeichen – original Gone For Good („Für immer gegangen“) – ist ein Kriminalroman des US-amerikanischen Autors Harlan Coben aus dem Jahr 2002.

## Allgemeines
Nach Kein Sterbenswort ist dieses Buch neben Cobens Myron-Bolitar-Reihe der zweite eigenständige Roman des Autors. Wie auch Kein Sterbenswort ist der Roman abwechselnd in der Ich-Form (aus der Sicht von Will Klein) und in der allwissender Perspektive verfasst. Wie alle Coben-Romane weist Kein Lebenszeichen eine komplizierte Handlung mit vielerlei Wendungen auf, die sich erst auf den letzten Seiten völlig klären.

## Inhalt

### Kapitel 1 – 5 (Die Ausgangslage)
Auf dem Sterbebett teilt die krebskranke Mutter des Icherzählers Will Klein diesem mit, dass sie nun doch glaubt, dass sein zwei Jahre älterer Bruder, ihr erster Sohn Ken, noch am Leben ist. Will denkt nur ungern an Ken; seine Assoziation mit ihm ist ein Schandfleck in seinem Leben, verhindert sogar jeden beruflichen Aufstieg. Kein Wunder, denn vor elf Jahren soll der damals 24-jährige Ken ein Mädchen aus der Nachbarschaft, Julie Miller, brutal vergewaltigt und stranguliert haben. Seitdem, so die Polizei, ist er auf der Flucht. 

Will und seine Eltern haben eine andere Theorie: Auch Ken fiel Julies wahrem Mörder zum Opfer und ihm wird das Verbrechen nur angehängt; schließlich hat Will bei einem Spaziergang eine fremde Gestalt in der Nähe von Julies Haus herumlungern sehen. Wills Schwester Melissa will von allem nichts wissen und flieht mit ihrem Mann Ralph nach Seattle. Als Will die Worte seiner Mutter hört und am selben Tag noch ein recht aktuelles Foto von Ken findet, gerät sein Bild von Ken ins Wanken, denn wenn er tatsächlich noch lebt, ist er vielleicht in der Tat ein Mörder auf der Flucht. 

Seit einem Jahr ist Will liiert mit der umwerfenden Sheila Rogers, einem Mädchen, das ausschließlich in der Gegenwart leben will und sich Fragen über ihre Vergangenheit ausdrücklich verbittet, auch wenn Will immer wieder einmal nachbohrt. Kurz nach dem Tod von Wills Mutter verschwindet Sheila auf einmal spurlos und hinterlässt nur einen Satz: Love you always (dt. „Ich werde dich immer lieben“). Und das FBI ist ihr auf der Spur, ist sie doch die Hauptverdächtige in einem Mordfall in Albuquerque, New Mexico. Nicht nur das: Sie hat ein Vorstrafenregister und man weiß, dass sie einst eine Prostituierte war.

### Kapitel 6 – 20
(Sheila Rogers: Vergangenheit und Gegenwart) 

In seiner Verzweiflung fällt Will nichts anderes ein, als Sheilas Eltern in Idaho anzurufen. Ihre Mutter ist kurz angebunden; sie lässt den Namen Carly fallen, will aber nicht näher darauf eingehen. Zusammen mit seinem besten Freund, einem Mann mit dem Spitznamen "Squares" (wörtlich: "Quadrate"), schnüffelt Will weiter. Sie finden tatsächlich einen Zuhälter, der Sheila kennt, mehr noch: Er hat sie angeheuert, entjungfert, drogenabhängig gemacht und "ausgebildet". Das FBI hat also recht. Sheila war als junge Ausreißerin nach New York City gekommen und dort mit 16 Jahren der Prostitution verfallen. 

In Nebraska wird die schrecklich zugerichtete Leiche einer jungen Frau gefunden, die offensichtlich vor ihrem Tod durch schwere Schläge gefoltert wurde. Ihre Fingerabdrücke identifizieren sie schnell. Es ist Sheila Rogers. Doch wie konnte sie – wenn Wills Aussage stimmte – so schnell nach Nebraska kommen?
(Ken taucht wieder auf) 

Zu Wills Überraschung kontaktiert ihn Julie Millers Schwester Katy. Sie ist überzeugt, auf dem Friedhof Ken gesehen zu haben, er sprach sogar zu ihr und meinte, er sei unschuldig und fester Absicht, den wahren Mörder zu finden. Nun ist Will erst recht aus der Fassung gebracht, doch es kommt noch schlimmer, als er in seiner Wohnung von einem alten Freund Kens überfallen wird. Der nur "Geist" genannte Psychopath John Asselta würgt Will (die Strangulation ist seine Spezialität) und bricht ihm die Nase, um ihm zu verdeutlichen, dass er Ken eine Nachricht zu übermitteln habe: Ken solle aufhören, sich zu verstecken, oder der Geist würde seinen Zorn an Kens Familie auslassen.

### Kapitel 21 – 32 (Weitere Überraschungen über Sheila)
In der Folge einer Trauerfeier vor Sheilas Beerdigung kommen weitere völlig unerwartete Neuigkeiten über die Verstorbene zutage. Von ihrer trauernden Mutter erfährt Will nicht nur, dass sie keinen greifbaren Grund kennt, warum ihre Tochter überhaupt von zu Hause ausgerissen ist. Doch der echte Knaller ist, dass Will erfährt, dass Sheila eine Tochter namens Carly hat, von der er noch nie etwas gehört hat. Außerdem ließ sie sich von einem bekannten Papierfälscher eine neue Identität geben und war auch als Donna White bekannt. 

Auch Katy Miller lässt eine Bombe fallen, als sie erfährt, dass Sheila Rogers Wills Freundin war – nach einer kurzen Nachforschung bestätigen sich ihre Erinnerungen: Sheila Rogers war auf der Uni die Zimmergenossin ihrer Schwester Julie. Will weiß nicht mehr, wo ihm der Kopf steht. Wieso hatte Sheila ihm nie gesagt, dass sie seine ermordete Ex-Freundin kannte, ja sogar mit ihr ein Zimmer teilte? 

Will versucht mit Hilfe einer Reporterin namens Yvonne Sterno, die Morde in Albuquerque weiter zu recherchieren. Yvonne, die den ersten und einzigen Artikel für eine Lokalzeitung schrieb, gibt zu, dass man sie von der Story abzog und die Berichterstattung schon nach Tag eins abbrach. Sie bringt aber in Erfahrung, dass in dem Haus, in dem die Morde geschahen, eine dreiköpfige Familie wohnte – die Beschreibung der Frau und der Tochter könnte durchaus auf Sheila und Carly passen; der Mann, ein Owen Enfield, ist ihnen allen ein Unbekannter. 

### Kapitel 33 – 35 (Eine Mordserie)
Nachforschungen von Will und Katy ergeben, dass Sheila und Julie in der Tat Zimmergenossinnen waren; doch ihre Zeugin, eine ältere, mittlerweile pensionierte Dame namens Rose Baker, die sich um die Studentinnen wie um ihre Kinder kümmerte, macht ihnen gegenüber eine folgenschwere Bemerkung, die Will zeigt, dass das FBI ihn belogen oder ihm zumindest wichtige Informationen vorenthalten hat: Zwar weiß Rose noch nichts von Sheilas Tod (sonst hätte sie wohl auch nicht so schlecht über sie geredet, denn sie lässt kaum ein gutes Haar an ihr), wohl aber von dem von Laura Emerson, einer weiteren Studentin. Auch sie wurde erdrosselt aufgefunden. 

Drei Morde an drei Studentinnen derselben Uni. Kann das ein Zufall sein? Will stellt den führenden Polizeibeamten Pistillo zur Rede, der nur meint, er wolle Will lediglich in Schutz nehmen. Will bohrt solange nach, bis dieser auf einmal zurückschießt und Wills Alibi zu Julies Mordzeit hinterfragt. Weshalb war der zur Mordzeit überhaupt in der Nähe des Hauses? Die Erklärung, er wollte einen Spaziergang machen, ist ihm viel zu fadenscheinig. Weiß Will etwa selbst mehr als er zugibt? Nur gegenüber Katy gibt Will zu, dass er eifersüchtig war, als er sah, dass Ken zu Julie ging. Deshalb folgte er ihm.

### Kapitel 36 – 38 (Der Überfall)
Katy übernachtet in einem Nebenzimmer bei Will, als der Überfall geschieht. Jemand fesselt und knebelt Will mitten in der Nacht und fällt über Katy her. Trotz seiner Panik kann Will sich befreien und Katy zur Hilfe eilen; er schießt mehrfach auf den Angreifer, der flieht, bevor Will feststellen kann, ob er überhaupt getroffen hat. 

Trotz Wills Verletzungen wird er schon wieder von der Polizei verdächtigt – vielleicht hat er sich die Verletzungen selbst beigefügt? Sehr fadenscheinig, schließlich hat Katy die Würgattacke überlebt – weshalb hätte Will da die Polizei verständigen sollen? Will äußert seinen dringenden Verdacht, dass der Geist John Asselta dahintersteckt, was die Polizei sehr beunruhigt, ist dieser doch als besonders gnadenloser Killer bekannt. 

Will nimmt sich eine Anwältin: die aus der Myron-Bolitar-Reihe und Kein Sterbenswort dem Leser wohlbekannte Hester Crimstein. Da Katy selbst behauptet, Will sei unschuldig, ist es Crimstein ein Leichtes, Will sofort freizubekommen. 

### Kapitel 39 – 47 (Zeugenschutz)
Die Identität von Owen Enfield, dem Besitzer des Hauses in Albuquerque, wo die Morde stattfanden, wird zu Wills Verblüffung geklärt: Überwachungskameras haben ihn eingefangen, und Will selbst kann ihn identifizieren: Owen Enfield ist sein Bruder Ken. 

McGuane, ein gefürchteter Boss des organisierten Verbrechens, bedient sich des Geistes John Asselta für die blutige Seite seines Geschäftes; McGuane, Ken und John gingen gemeinsam an dieselbe Schule – auch Will und Julie kennen bzw. kannten alle drei. Als Will sich endlich seinem Vater anvertraut und ihm gesteht, dass Ken noch am Leben ist, enthüllt dieser, dass Ken von McGuane in Schwierigkeiten mit der Polizei hineingezogen wurde. 

Doch sie werden unterbrochen vom Geist selbst, der sie bei ihrem Spaziergang überrascht und Wills Vater hasserfüllt anspricht: Ihm habe er es zu verdanken, dass er, John, vor vielen Jahren nach der Notwehr-Ermordung eines Schülers in eine Anstalt eingewiesen wurde. Will weiß von dieser folgenschweren Messerattacke, versteht aber die Rolle seines Vaters nicht; der schweigt sich auch aus. Aber es wird klar, dass eine enge Verbindung zwischen John und Julie existierte, die immer etwas Positives in ihm zu sehen schien und die Einzige war, die ihn damals im Krankenhaus besuchte. 

Nun auf einmal purzeln die Informationen über Ken nur so herein, sowohl durch Wills eigene Recherchen als auch durch Officer Pistillo. Es war Ken, der Sheila einst unter seine Fittiche nahm und aus der Prostitution holte. Vieles erklärt sich, als Will mitgeteilt wird, dass Ken gegen McGuane aussagen wollte und deshalb – unter dem Namen Owen Enfield – ins Zeugenschutzprogramm aufgenommen wurde. Dann aber starb Julie Miller und Ken floh nach Schweden, wo er schließlich wieder geschnappt und in Albuquerque untergebracht wurde. Man geht davon aus, dass er die Morde in Albuquerque selbst beging; man hielt sich bedeckt, da das FBI sonst sehr dumm aussehen würde: Ken wurde ja auf freiem Fuß gelassen, um auszusagen und beging zwei Morde. Welches Verbrechen Ken ursprünglich angelastet wurde, erfährt Will nicht, nur, dass er für McGuane und den Geist arbeitete. Pistillo geht davon aus, dass der Geist Ken und Julie zusammen erwischte und beide töten wollte, Ken ihm jedoch entwischte. 

Was Will belastet, ist die Tatsache, dass Ken von Albuquerque aus zweimal bei Will anrief – da Will von diesen Anrufen nichts weiß, kann er nur schließen, dass Sheila die Anrufe entgegennahm. Will hat einen schrecklichen Verdacht: Arbeitete Sheila für McGuane und wurde sie auf Will angesetzt, weil Ken sich irgendwann sicherlich einmal bei ihm melden würde?

### Kapitel 48 – 52 (Nora Spring)
Will, der dachte, nichts könnte ihn mehr erschüttern, erlebt die größte Überraschung seines Lebens, als er zu Sheilas Beerdigung geht und den offenen Sarg sieht. Ohne Frage ist die Tote Sheila Rogers. Ohne Frage ist diese Tote aber nicht die Frau, die er unter dem Namen Sheila Rogers kannte. Das bedeutet: Alles, was sie bisher über Sheila Rogers erfuhren, von der Prostitution bis zu den verhängnisvollen Fingerabdrücken in Albuquerque, trifft auf die echte Sheila Rogers zu – doch wer ist die Frau, in die Will sich verliebte? 

Squares streckt seine Fühler nach dem Pseudonym Donna White aus – und so kommt es, dass Will "seine" Sheila in einem Hotel aufspürt. Als sie Will sieht, bricht sie fast zusammen und packt mit der Wahrheit aus: Ihr wahrer Name ist Nora Spring; sie ist auf der Flucht vor ihrem grausamen Ehemann. Ihre Panik trieb sie sogar aus den USA nach Europa – und in Stockholm traf sie auf eine dreiköpfige Familie, die ihr einen Halt gab: Ken, Sheila und deren Tochter Carly. Ken schwärmte unablässig von seinem Bruder, sodass Nora sehr neugierig auf ihn wurde. 

Als Nora erfahren musste, dass ihr Mann wusste, dass sie in Schweden war, verfiel sie fast der Panik, doch Sheila half ihr aus: Sheila und Nora tauschten ihre Identitäten, sodass Nora unter Sheilas Namen in die USA zurückkehrte und Will aufsuchte, da sie ihn durch Kens Erzählungen unbedingt kennenlernen wollte – woraufhin sie sich tatsächlich in ihn verliebte. 

Als Ken schließlich mitsamt Familie nach Albuquerque gebracht wurde und es dort zu dem Doppelmord kam, warnte Ken Sheila, da die Fingerabdrücke der echten Sheila zweifellos den Verdacht auf die sich als Sheila ausgebende Nora lenken würden – Nora floh. Nora weiß, dass Ken den Doppelmord in Albuquerque beging, um seine Familie zu retten; was aus Sheila und Carly wurde, weiß sie aber nicht. Will indes begreift weiterhin nicht, wie Julie Miller ins Bild passt. 

### Kapitel 53 – 57 (Entführung und Treffen)
Katy und Will werden vom Geist überfallen und entführt; Will wird gezwungen, mit Hilfe eines Internetforums mit seinem Bruder Kontakt aufzunehmen und ihn zu überzeugen, sich mit ihm zu treffen. Darauf geht Ken jedoch nicht ein, sodass der Geist sich einschaltet und mit Wills Ermordung droht. Auch jetzt ist Ken nicht bereit, sich zu zeigen. Als der Geist von einem Telefonat abgelenkt ist, gelingt es Katy und Will zu fliehen – dem Leser wird jedoch enthüllt, dass dies keine Nachlässigkeit des Geistes ist ... Er wollte das genau so. 

Überraschend hintergeht der Geist seinen Auftraggeber McGuane und sorgt mit Beweisvideos für dessen Festnahme, sodass Will nun seine Ruhe zu haben scheint. Er schreibt Ken erneut, der diesmal einem Familientreffen auf einem abgelegenen Gelände zustimmt. Und tatsächlich: Will, seine Schwester Melissa und sein Vater treffen nach Jahren wieder mit dem verloren geglaubten Ken zusammen – es ist pure Wiedersehensfreude. 

Und endlich erfährt Will die ganze Geschichte von Ken: Durch ihren Kontakt zu Ken und schließlich auch zu Sheila wurde Julie drogenabhängig und in Geschäfte mit McGuane verwickelt. Am Tag ihrer Ermordung war Ken bei ihr, um ihr wichtige Dokumente des Zeugenschutzprogramms zu übergeben, als der Geist ihnen auflauerte und Ken nur mit knapper Not entkam. Von seiner Tochter Carly sagte er nie etwas, um sie nicht zu gefährden. Sheila starb nach dem Überfall in Albuquerque. 

Dies ist der Moment, in dem Katy Miller aus den Schatten tritt, die Pistole auf Ken gerichtet. Sie wirft alles, was Ken gesagt hat, sofort wieder über den Haufen. Sie selbst war als kleines Kind Zeuge der Ermordung ihrer Schwester: Es war Ken, der sie tötete. Sein Motiv? Ken erwürgte auch Laura Emerson, da sie seinen Drogenschmuggel auffliegen lassen wollte – er erwürgte sie, um den Mord dem dafür bekannten Geist anhängen zu können. Julie aber hielt wie erwähnt sehr viel auf John Asselta und wollte ihm dieses Verbrechen nicht anhängen, sodass Ken sie zum Schweigen brachte. Die Entführung Katys und Wills war eine Täuschung: Katy hatte dies mit dem Geist arrangiert, um Ken aus dem Versteck zu locken. 

Es kommt zu einem Gerangel, in dessen Folge Katy entwaffnet wird; Ken aber wird endlich von Reue übermannt und stellt sich der Polizei. Sein letzter Wunsch ist es, dass Will sich zusammen mit Nora um seine Tochter Carly kümmern möge, die derzeit bei Sheilas Cousine untergebracht ist. 

### Kapitel 58 und Epilog (Carly)
Wie bei Coben üblich, wird jeder, der zehn Seiten vor dem Ende dachte, der Überraschungen sei es genug, eines Besseren belehrt. Als Nora und Will am Flughafen auf die Ankunft Carlys warten, sieht Will auf einmal den Geist in der Menge, der ihn beiseite zieht. Doch er ist diesmal keineswegs als Feind hier: Er hat zwei weitere Enthüllungen für Will. 

Zuerst erzählt er ihm, warum er Wills Vater so hasst: Es war Ken, der damals den Schüler mit einem Messer ermordete, doch Wills Vater bezahlte dem Vater Johns Schmiergeld, sodass dieser stattdessen seinen eigenen Sohn ans Messer lieferte und in die Anstalt einwies. 
 
Nun aber will er tatsächlich Kens Bruder etwas Gutes tun, weil ihm noch immer viel an Julie Miller liegt. Er gibt dem verblüfften und anfänglich nichts begreifenden Will zwei Autopsieberichte, die von Sheila Rogers und Julie Miller. Fazit: Sheila war niemals schwanger, Julie schon – Carly ist Julies Tochter; ihre Zimmergenossin Sheila nahm sich nach Julies Tod lediglich des Kindes an. 

Und die einfache Mathematik lässt keinen Zweifel, wer der Vater ist: Will selbst. 

Der Geist steckt Will noch einen Zeitungsabschnitt zu und verschwindet in der Menge. 

Erst als Carly – die Will deutlich an seine eigene Mutter erinnert – da ist und sie gemeinsam mit Nora nach Hause gekommen sind, wirft Will einen Blick auf diesen Ausschnitt, der klarmacht, dass der Geist einen gewissen Cray Spring erwürgte – Noras brutalen Ehemann.

## Wissenswertes
- Coben verbindet seine Myron-Bolitar-Reihe und Kein Sterbenswort mit Kein Lebenszeichen durch das Auftauchen der Anwältin Hester Crimstein, die in all diesen Werken ebenfalls vorkommt. Allerdings werden außer ihrem Auftreten keine Querverbindungen hergestellt.
- Der deutsche Titel Kein Lebenszeichen soll an den vorigen Titel Kein Sterbenswort erinnern – dies ist jedoch das Tun des deutschen Übersetzers; im Original haben die Titel nichts gemeinsam.

## Verfilmungen
- Netflix adaptierte das Buch 2021 zu einer Miniserie